# Överkonsumtion
Överkonsumtion saknar en enhetlig och allmänt accepterad definition men avser ofta konsumtion av hedonistiska varor eller tjänster, såsom alkohol, tobak och lyxvaror, av individer med oönskade personliga egenskaper, låg moral eller tillhörande minoritetsgrupper. Överkonsumtion kan även beteckna konsumtion med negativa individuella, sociala eller miljömässiga effekter, och som kan äventyra framtida generationers möjligheter att tillfredsställa sina behov. Termen kan även syfta på konsumtion som överstiger det som i ett längre perspektiv kan produceras av världens naturresurser. Överkonsumtion kan även beteckna konsumtion av varor eller tjänster som står i konflikt med vissa värderingar, exempelvis religiös synd.
Ett besläktat begrepp är överproduktion som Karl Marx menade att kapitalismen leder till och som följer av marxistisk arbetsvärdeteori enligt vilken kapitalister exploaterar eller utnyttjar arbetarklassen.